# Estação Mathias Velho
A Estação Mathias Velho é uma das estações do Metrô de Porto Alegre, situada em Canoas, entre a Estação Canoas e a Estação São Luís. Faz parte da Linha 1.
Foi inaugurada em 2 de março de 1985. Localiza-se no cruzamento da Avenida Guilherme Schell com a Rua Padre Réus. Atende o bairro de Mathias Velho.